# Jorge Meléndez
Jorge Meléndez Ramírez (ur. 15 kwietnia 1871 w San Salvador, zm. 22 listopada 1953) – prezydent Salwadoru od 1 marca 1919 do 1 marca 1923.
Należał do klasy oligarchii plantatorów. Posiadał znaczne wpływy polityczne, które dzielił ze swoim bratem Carlosem (zmarłym w 1919, którego zastąpił na stanowisku prezydenta) oraz ze szwagrem Alfonso Quiñónezem Moliną (swoim wiceprezydentem).